# Туркменская национальная консерватория
Туркменская национальная консерватория (ТНК) имени Маи Кулиевой (туркм. Türkmen Milli konserwatoriýasy) — учреждение высшего профессионального образования (высшее учебное заведение) Туркменистана, расположенное в городе Ашхабаде, готовящее специалистов в области музыки.

## История
Образована в марте 1992 года как Ашхабадская государственная консерватория путем выделения из состава преобразованного Туркменского государственного педагогического института искусств (ТГПИИ).
2 июля 1993 года преобразована и переименована в Туркменскую национальную консерваторию с передачей в её подчинение Туркменского государственного музыкального училища имени Дангатара Овезова и специальной музыкальной школы-интерната.
3 марта 2019 года Постановлением Меджлиса Туркменистана ТНК присвоено имя Маи Кулиевой.

## Структура
В структуру ТНК входят 4 факультета:
- Народной музыки;
- Вокала, хора и музыкальной педагогики;
- Оркестровых музыкальных инструментов;
- Композиций, музыковедения и фортепиано.

## Ректоры
| No | Имя                      | Назначен   | Уволен     | Причина увольнения               |
| 1  | Аллаяров, Реджеп         | 04.03.1992 | 03.04.2001 | за серьезные недостатки в работе |
| 2  | Аманов, Бозаган          | 03.04.2001 | 19.11.2007 | за серьезные недостатки в работе |
| 3  | Амангельдыев, Худайназар | 19.11.2007 | 08.04.2016 | за серьезные недостатки в работе |
| 4  | Айдогдыев, Аманмурад     | 08.04.2016 | 02.07.2019 | переход на другую работу         |
| 5  | Амангельдыев, Расул      | 03.07.2019 |            | действующий                      |